# Lütten Klein
Lütten Klein è un quartiere (Stadtteil) di Rostock.